# Pampatheriidae
De Pampatheriidae zijn een familie van uitgestorven gordeldierachtigen. Soorten uit deze familie leefden van het Laat-Oligoceen tot het Laat-Pleistoceen op het Amerikaanse continent.

## Kenmerken
De pampatheriën leken uiterlijk sterk op de hedendaagse gordeldieren, maar waren veel groter. De twee bekendste geslachten, Holmesina en Pampatherium, waren bijna twee meter lang en wogen meer dan tweehonderdvijftig kilogram. Ze voedden zich met planten. Het flexibel pantser bestond uit twee solide schilden, één aan de voorzijde en één aan de achterzijde, die door drie beweegbare banden werden gescheiden en bedekt waren met beenplaatjes, die groter en dikker waren dan bij gordeldieren.

## Ontwikkeling
Machlydotherium uit het Eoceen van Argentinië wordt soms beschouwd als een primitieve pampatheriër. Fragmentarische vondsten uit het Oligoceen van Pampatheriidae zijn gevonden in Peru. Scirrotherium hondaensis uit het Mioceen is de oudst bekende zekere soort. Kraglievichia, Plaina en Vassallia leefden in het Laat-Mioceen en Plioceen. Holmesina en Pampatherium hadden in het Pleistoceen een groot verspreidingsgebied en bereikten tijdens de Great American Biotic Interchange Noord-Amerika. Tonnicinctus is alleen bekend uit het noordoosten van Argentinië. Net als veel van de megafauna stierven de pampatheriën na de laatste ijstijd uit.